# Savoy Songbook Vol. 1
Savoy Songbook Vol. 1 es un álbum recopilatorio de la banda Savoy lanzado el 6 de agosto de 2007 en Noruega por Universal Music. El álbum fue editado en el Reino Unido el 5 de mayo de 2008 por Genepool Records.
El álbum recoge una selección de varios éxitos y sencillos (como "Velvet" y "Star (I'm not Stupid Baby"), canciones favoritas de la banda y tres temas nuevos y fue concebido como una carta de presentación de la banda fuera de Noruega, donde Savoy ya estaban consolidados.
Contiene dos discos: el primero ("2007") contiene el material nuevo (los temas inéditos y las nuevas versiones de canciones antiguas) y el segundo ("1994–2004") se compone de canciones originales extraídas directamente de los álbumes anteriores.
El primer sencillo promocional "Karma Boomerang" fue estrenado el 13 de abril de 2007. Existen dos versiones de la canción: la original que se incluye en el álbum y que fue lanzada en soporte físico (CD) como material de promoción para las radios y una remezcla diferente disponible como descarga (y posteriormente reeditada también en soporte físico). La canción "Best Western Beauty" fue lanzada como segundo sencillo promocional en agosto de 2007.
Este álbum forma parte de un movimiento de los miembros del grupo A-ha para promocionar sus trabajos en solitario en el Reino Unido y fue editado junto con Letter from Egypt de Morten Harket y A Dot of Black in the Blue of Your Bliss de Magne Furuholmen. El álbum fue presentado en directo en una serie de conciertos en Oslo y Londres junto a los demás miembros de A-ha, An Evening with Morten Harket, Savoy and Magne F.

## Lista de canciones
Todas las canciones escritas y compuestas por Pål Waaktaar-Savoy y Lauren Waaktaar-Savoy. 
| 2007  |                                                                        |          |  |
| N.º   | Título                                                                 | Duración |  |
| 1.    | «Rain» (extraída del álbum Lackluster Me)                              | 3:37     |  |
| 2.    | «Karma Boomerang» (canción nueva)                                      | 3:30     |  |
| 3.    | «Best Western Beauty» (canción nueva)                                  | 3:57     |  |
| 4.    | «Star» (extraída del álbum Mountains of Time)                          | 4:05     |  |
| 5.    | «Tears from a Stone» (extraída del álbum Mary Is Coming)               | 4:11     |  |
| 6.    | «Grind You Down» (extraída del álbum Mountains of Time)                | 3:27     |  |
| 7.    | «Reasons to Stay Indoors» (extraída del álbum Reasons to Stay Indoors) | 5:45     |  |
| 8.    | «Whalebone» (extraída del álbum Savoy)                                 | 4:53     |  |
| 9.    | «Barefoot in a Denim Jacket» (canción nueva)                           | 4:11     |  |
| 10.   | «Lackluster Me» (extraída del álbum Lackluster Me)                     | 4:43     |  |
| 42:19 |                                                                        |          |  |

| 1994–2004 |                                                                                           |          |  |
| N.º       | Título                                                                                    | Duración |  |
| 1.        | «Velvet» (extraída del álbum Mary Is Coming)                                              | 4:37     |  |
| 2.        | «Man in the Park» (Single Edit, extraída del álbum Mountains of Time)                     | 3:57     |  |
| 3.        | «End of the Line» (extraída del álbum Mountains of Time)                                  | 4:24     |  |
| 4.        | «Star (I'm Not Stupid)» (Single Edit, extraída del álbum Mountains of Time)               | 4:22     |  |
| 5.        | «Daylight's Wasting» (extraída del álbum Mary Is Coming)                                  | 2:57     |  |
| 6.        | «Empty of Feeling» (extraída del álbum Savoy)                                             | 3:26     |  |
| 7.        | «Foolish» (extraída del álbum Mary Is Coming)                                             | 4:35     |  |
| 8.        | «Unsound» (extraída del álbum Lackluster Me)                                              | 4:43     |  |
| 9.        | «Fearlist» (extraída del álbum Reasons to Stay Indoors)                                   | 4:48     |  |
| 10.       | «Bottomless Pit» (extraída del álbum Mountains of Time)                                   | 2:56     |  |
| 11.       | «If You Won't Come to the Party» (Radio Edit, extraída del álbum Reasons to Stay Indoors) | 3:58     |  |
| 12.       | «The Breakers» (extraída del álbum Savoy)                                                 | 3:36     |  |
| 13.       | «You Should've Told Me» (extraída del álbum Lackluster Me)                                | 4:09     |  |
| 14.       | «Face» (extraída del álbum Reasons to Stay Indoors)                                       | 4:46     |  |
| 57:14     |                                                                                           |          |  |

## Realización
Savoy:
- Frode Unneland: batería y voz.
- Pål Waaktaar-Savoy: guitarra, teclado y voz.
- Lauren Waaktaar-Savoy: guitarra rítmica y voz.

Masterizado por George Marino.
Dirección administrativa de Harald Wiik para A-ha Network AS.
Diseño de portada por Martin Kvamme.
Fotografías de Kristine Nyborg.
2007
Producido por Michael Ilbert y Savoy.
Mezclado por Sylvia Massy, Kale Holmes y Rich Veltrop.
Músicos adicionales:
- Jørun Bøgeberg: bajo.
- Rob Schwimmer: piano en pista 7.
- Joe Mardin: piano en pista 3 y arreglos de cuerda en pista 7.
- The Vertavo Quartet: cuerdas en pistas 1 y 10.
- Atle Sponberg: violín en pista 3.
- Jon Sønstebø: viola en pista 3.
- Geir Sundstøl: pedal steel guitar en pista 8.

1994–2004
Producido por Savoy, excepto pista 6 producida por Savoy y Frode Jacobsen.
Mezclado por Simon Vinestock (pistas 1, 8 y 13), Rod Hui (pistas 5 y 7), Jason Corsaro (pista 2), Ulf Holland (pistas 3, 4 y 10), John Agnello (pista 6), Zed (pista 9) y Michael Ilbert (pistas 11, 12 y 14).
Músicos adicionales:
- Jimmy Gnecco: voz en pista 12.
- James Roven: cuerdas en pista 8.
- Timothy Roven: cuerdas en pista 8.
- The Vertavo Quartet: cuerdas en pista 3.
- Magne Furuholmen: clavicordio en pista 10.
- Simone Larsen: voz en pista 1.
- Jørun Bøgeberg: bajo en pistas 3, 4, 11, 12 y 14.
- Sven Lindvall: bajo en pista 2.
- Per Lindvall: batería en pista 2.